# Duque de Beaufort
Duque de Beaufort é um título de nobreza que foi criado no pariato da Inglaterra pelo Rei Carlos II da Inglaterra, em 1682, para Henry Somerset, 3.º Marquês de Worcester, um descendente de Charles Somerset, 1.º Conde de Worcester, filho ilegítimo de Henry Beaufort, 3.º Duque de Somerset, um líder lancastriano da Guerra das Duas Rosas. O nome Beaufort refere-se a um castelo em Champanhe, na França (hoje Montmorency-Beaufort), o que faz do título o único ducado que foi nomeado a partir de um local fora das Ilhas britânicas.
Eles são descendentes em linha masculina de João de Gante e de Eduardo III da Inglaterra. O Castelo de Beaufort  foi uma possessão de João de Gante. Esta afirmação foi contestada após a análise do DNA cromossômico Y dos restos mortais de Ricardo III.  Verificou-se que a maioria dos herdeiros vivos do 5.º duque de Beaufort possuía um tipo de cromossomo Y relativamente comum, diferente da rara linhagem encontrada nos restos mortais de Ricardo III.  O exemplo da falsa paternidade poderia ter ocorrido em qualquer parte das numerosas gerações que separavam Ricardo III do 5.º duque de Beaufort.
O Duque de Beaufort tem dois títulos subsidiários:
1. Marquês de Worcester (criado em 1642);
2. Conde de Worcester (criado em 1514).

O primeiro é um título de cortesia do filho mais velho e herdeiro do duque, enquanto que o título Conde de Glamorgan é usado pelo filho mais velho do herdeiro aparente ao ducado, isto é, o Marquês de Worcester. O filho mais velho do Conde de Glamorgan, por sua vez, é conhecido pelo título Visconde Grosmont. Todos os títulos subsidiários estão no pariato da Inglaterra.
A propriedade principal da família é Badminton House, perto de Chipping Sodbury, em Gloucestershire.

## Condes de Worcester (1514)
Para criações anteriores, veja Conde de Worcester.
- Charles Somerset, 1.º Conde de Worcester (c. 1450–1526)
- Henry Somerset, 2.º Conde de Worcester (c. 1495–1548)
- William Somerset, 3.º Conde de Worcester (m. 1589)
- Edward Somerset, 4.º Conde de Worcester (1553–1628)
- Henry Somerset, 5.º Conde de Worcester (1577–1646) (criado Marquês de Worcester em 1643)

## Marqueses de Worcester (1642)
- Henry Somerset, 1.º Marquês de Worcester (1577–1646)
- Edward Somerset, 2.º Marquês de Worcester (1601–1667)
- Henry Somerset, 3.º Marquês de Worcester (1629–1700) (criado Duque de Beaufort em 1682)

## Duques de Beaufort (1682)
- Henry Somerset, 1.º Duque de Beaufort (1629–1700)
  - Henry Somerset, Lord Herbert (nascido antes de 1660)
  - Charles Somerset, Marquês de Worcester (1660-1698)
    -  Henry Somerset, 2.º Duque de Beaufort (1684–1714)
      -  Henry Scudamore, 3.º Duque de Beaufort (1707–1745)
      -  Charles Noel Somerset, 4.º Duque de Beaufort (1709–1756)
        -  Henry Somerset, 5.º Duque de Beaufort (1744–1803)
          -  Henry Charles Somerset, 6.º Duque de Beaufort (1766–1835)
            -  Henry Somerset, 7.º Duque de Beaufort (1792–1853)
              -  Henry Charles Fitzroy Somerset, 8.º Duque de Beaufort (1824–1899)
                -  Henry Adelbert Wellington Fitzroy Somerset, 9.º Duque de Beaufort (1847–1924)
                  -  Henry Hugh Arthur Somerset, 10.º Duque de Beaufort (1900–1984)

                - Henry Somerset (1849-1932)
                  - Henry Charles Somers Augustus (1874–1945)
                    - Henry Robert Somers FitzRoy de Vere Somerset (1898-1965)
                      -  David Robert Somerset, 11.º Duque de Beaufort (n. 1928 - 2017)
                        -  Henry John FitzRoy Somerset, 12.º Duque de Beaufort (n. 1952)[3]
                          - (1). Henry Robert FitzRoy Somerset, Marquês de Worcester (born 1989)
                            - (2). Henry, Conde de Glamorgan (born 2021)

                          - (3). Lord Alexander Lorne Somerset (born 1995)

                        - (4). Lord Edward Alexander Somerset (born 1958)
                        - (5). Lord John Robert Somerset  (born 1964)
                          - (6). Lyle David Somerset (born 1991)